# Triumph or Agony
Triumph or Agony is een muziekalbum van Rhapsody of Fire. Het album is uitgebracht in Europa op 25 september 2006. Dit is het eerste album dat de band na hun naamsverandering vrijgaf. Het album lekte uit op 8 augustus en werd op het internet spoedig daarna vrijgegeven.
In Triumph or Agony komt een 70 stukorkest en koor voor en was opnieuw zelf-geproduceerd door gitarist/tekstschrijver Luca Turilli en toetsenist/tekstschrijver Alex Staropoli met hulp van mede-producent Sascha Paeth. In het album komt ook een reeks van gastvertellers en acteurs voor, inclusief enkele nieuwelingen van de Londen theaterscène, actrice Susannah York van de Superman filmserie en acteur Christopher Lee als de alle-wetende 'Wizard King'.
De cover van de CD is door artiest Jeff Easley gedaan die bekend is voor zijn werk op de Dungeons & Dragons productie.

## Tracklist
1. "Dar-Kunor – 3:13
I. "Echoes from the Elvish Woods"
II. "Fear of the Dungeons"
2. "Triumph or Agony" – 5:02
3. "Heart of the Darklands" – 4:10
4. "Old Age of Wonders" – 4:35
5. "The Myth of the Holy Sword" – 5:03
6. "Il Canto del Vento" – 3:54
7. "Silent Dream" – 3:50
8. "Bloody Red Dungeons" – 5:10
9. "Son of Pain" – 4:43
10. "The Mystic Prophecy of the Demon Knight" – 16:26
11. "A New Saga Begins"
12. "Through the Portals of Agony"
III. "The Black Order"
IV. "Nekron's Bloody Rhymes"
V. "Escape From Horror"
13. "Dark Reign of Fire – 6:26
"Winter Dawn's Theme"

## Bonus Tracks
1. "Defenders of Gaia" – 4:35
2. "A New Saga Begins (radiobewerking)" – 4:20
3. "Son of Pain (Italiaanse versie)" – 4:47
4. "Son of Pain (Franse versie)" – 4:47 (Verkrijgbaar op de Franse limited edition)

## Concept
"The Myth of the Holy Sword" vertelt de geschiedenis van de Emerald Sword in de Emerald Sword Saga. Tijdens de derde Elfenoorlog in de strijd voor de mijnen van Galfor werd de strijder Naimur gevangengenomen door Atlon (verwezen naar als "de Woede" van Hel). Atlon martelde Naimur met een Emerald stone om zijn energie af te voeren en doodde hem uiteindelijk. Na de strijd nam Loinir, de broer van Naimur, de steen heeft gefolterd Naimur en smeedde het Emerald Sword. Loinir vroeg de engelen om het zwaard te zegenen en te het met hun heilige macht vullen.
Enkele jaren later, lanceerden de Elven een nieuwe aanval tegen Atlon en zijn machten, en gaven aan Loinir de kans om zijn broer te wreken. "Slechts één steek van het zwaard, was de laatste adem van hel". Loinir voelde alsof het lemmet te machtig was en dus hij gaf het naar de tovenaars om te onderzoeken. De tovenaars stelden vast dat het zwaard inderdaad met heilige machten was bekoord en dat het gevaarlijk kon zijn indien het in de verkeerde handen viel. Zij verborgen daarom het zwaard voorbij de Ivory Gates.

## Credits
- Luca Turilli - gitarist
- Fabio Lione - vocalist
- Alex Staropoli - keyboard, pianist
- Patrice Guers - basgitarist
- Alex Holzwarth - slagwerk
- Christopher Lee - Album Verteller
- Jeff Easley - Cover Tekening